# Christopher 1. af Baden
Christopher 1. af Baden (13. november 1453 – 19. april 1527) var markgreve af Baden-Baden i 1475 – 1515.